# 리쌍컴퍼니의 음반
이 

## 2010년대
- 2012년 5월 25일 리쌍 - Unplugged[1]
- 2012년 12월 4일 리쌍 - [Digital Single] MadMan[2]
- 2013년 1월 25일 리쌍 - [Digital Single] 이단옆차기 프로젝트 Vol.02
- 2013년 7월 23일 개리 - [Digital Single] 어디갈래[3]
- 2014년 1월 15일 개리 - MR. GAE[4]
- 2014년 5월 27일 개리, 정인 - [Digital Single] 사람냄새
- 2014년 6월 30일 정인 - 고교처세왕 OST Part.2[5]
- 2014년 9월 1일 개리,정인 - [Digital Single] 자전거
- 2015년 5월 22일 정인 - [Digital Single] 동네술집[6]
- 2015년 7월 15일 리쌍 - [Digital Single] 주마등
- 2015년 9월 2일 정인 - 용팔이 OST Part.3
- 2015년 9월 4일 우혜미 - [Digital Single] 못난이 인형
- 2015년 9월 21일 개리 - 2002
- 2015년 11월 25일 길 - R.O.A.D PROJCT#1
- 2015년 12월 31일 개리 - [Digital Single] 또 하루
- 2016년 1월 26일 정인 - rare
- 2016년 4월 28일 개리 - 딴따라 OST Part.1
- 2016년 4월 28일 정인 - [Digital Single] 보컬전쟁 - 신의 목소리 Part.3[7]
- 2016년 5월 13일 개리 - [China Digital Single] Mei Guan Xi (It's OK)
- 2016년 5월 28일 길 - [Digital Single] 냉장고
- 2016년 6월 30일 정인 - [Digital Single] 보컬전쟁 - 신의 목소리 Part.11[8]
- 2016년 7월 14일 정인 - [Digital Single] 보컬전쟁 - 신의 목소리 Part.13[9]
- 2016년 7월 15일 정인 - [Digital Single] 듀엣가요제 15회[10]